# 26 (число)
26 (два́дцять шість) — натуральне число між 25 і 27

## Математика
- 226 = 67108864

## Наука
- Атомний номер Заліза

## Дати
- 26 рік; 26 рік до н. е.
- 1826 рік
- 1926 рік
- 2026 рік